# Gunnun sogi
 (novembre 2023).
Si vous disposez d'ouvrages ou d'articles de référence ou si vous connaissez des sites web de qualité traitant du thème abordé ici, merci de compléter l'article en donnant les références utiles à sa vérifiabilité et en les liant à la section « Notes et références ».
En pratique : Quelles sources sont attendues ? Comment ajouter mes sources ?

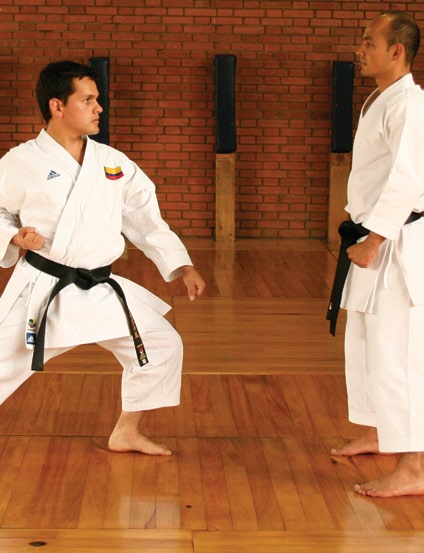
L'homme à gauche est en Gunnun sogi

Le gunnun sogi est une position (sogi) du taekwon-do. Aussi appelée "position de marche" par certains pratiquants, c'est l'une des plus utilisées. Elle est apprise dès la ceinture blanche.

## Utilisations du gunnun sogi
Le gunnun sogi s'utilise notamment pour des techniques de base, tels le coup de poing (kaunde ap joomuk jirugi) ou le blocage inférieur de l'avant-bras externe (bakat palmok najunde makgi).
Il s'utilise dans de nombreuses tuls, tels que le saju jirugi ou encore le saju makgi, ainsi que d'autres, par exemple la tul joong-gun, où il fait des apparitions plus que régulières.
Il s'utilise également dans le sambo matsogi, combat pré-organisé en trois pas.

## Posture

Position du gunnun sogi.

Pour former cette posture, il faut espacer (les deux pieds alignés) les deux pieds de sorte que cet espace corresponde à une largeur d'épaules. Ensuite reculer une jambe de 1,5 largeur d'épaules. Tourner ensuite de 25° le pied qui est à l'arrière.

## Se mouvoir engunnun
Pour se déplacer en gunnun sogi, il suffit de faire glisser la jambe en arrière vers l'avant de manière à inverser la position.